# Cenzura v Sovětském svazu

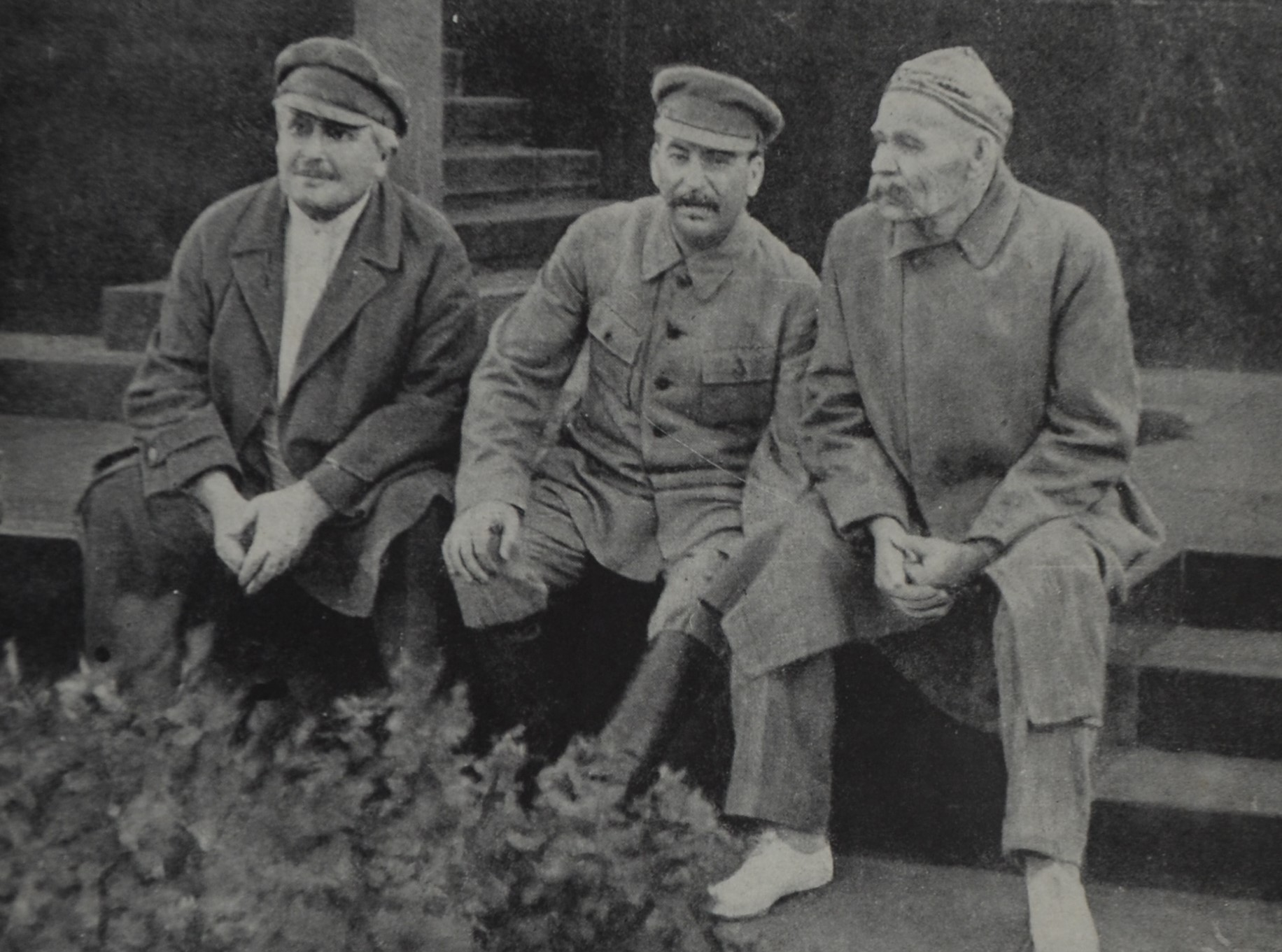
Enukidze, Stalin a Gorkij v roce 1931

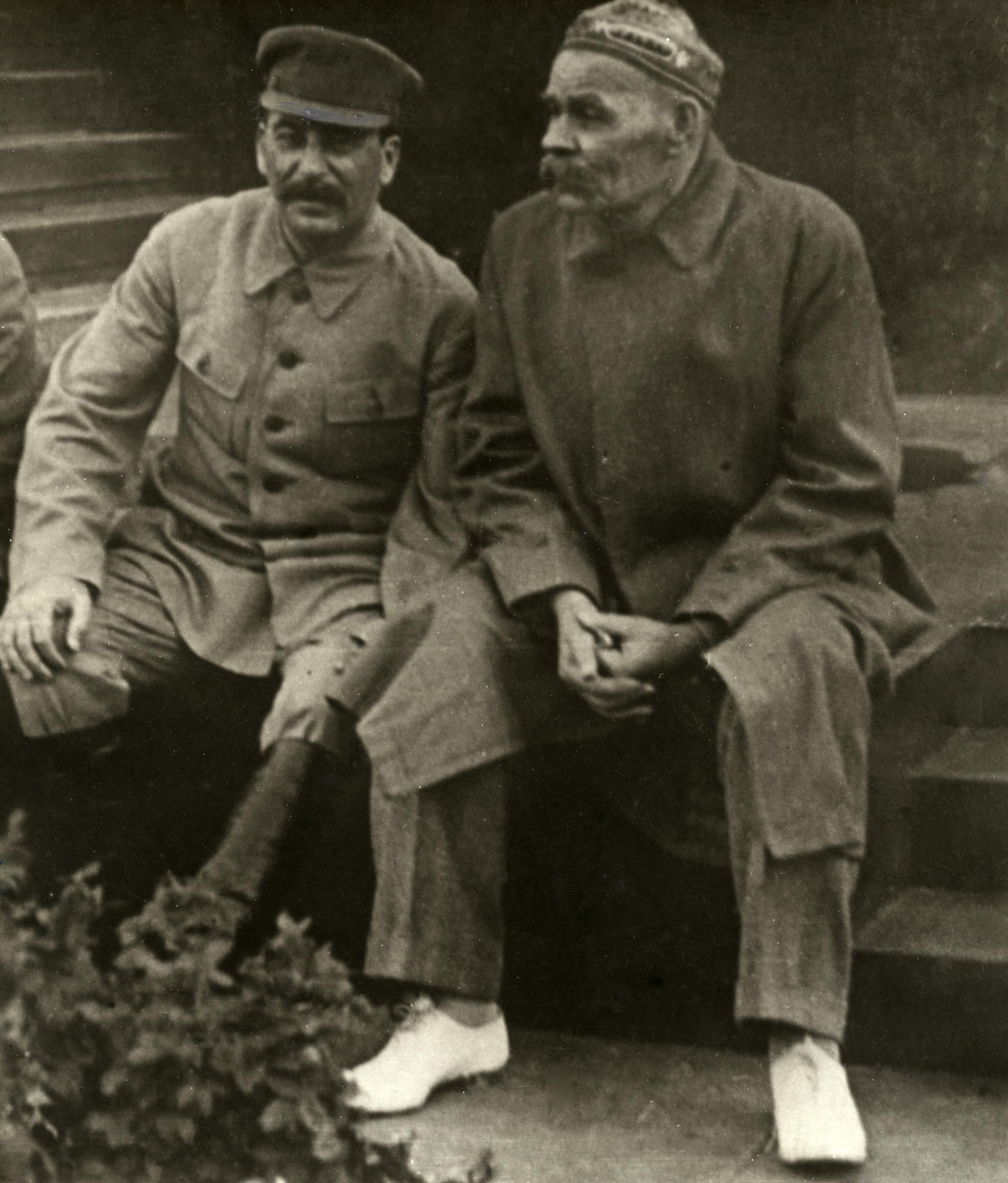
Oříznutá fotografie používaná po roce 1937, kdy byl Enukidze na Stalinův příkaz popraven

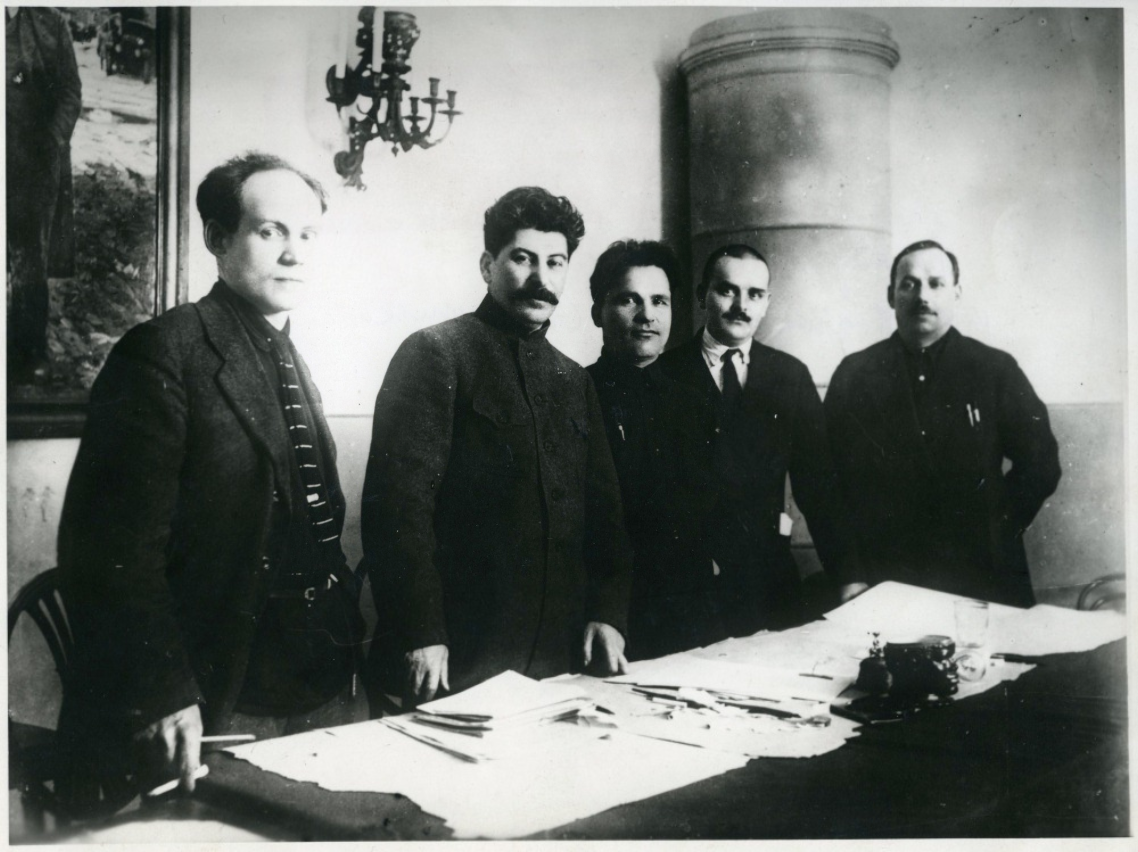
Antipov, Stalin, Kirov, Švernik a Komarov na původní fotografii

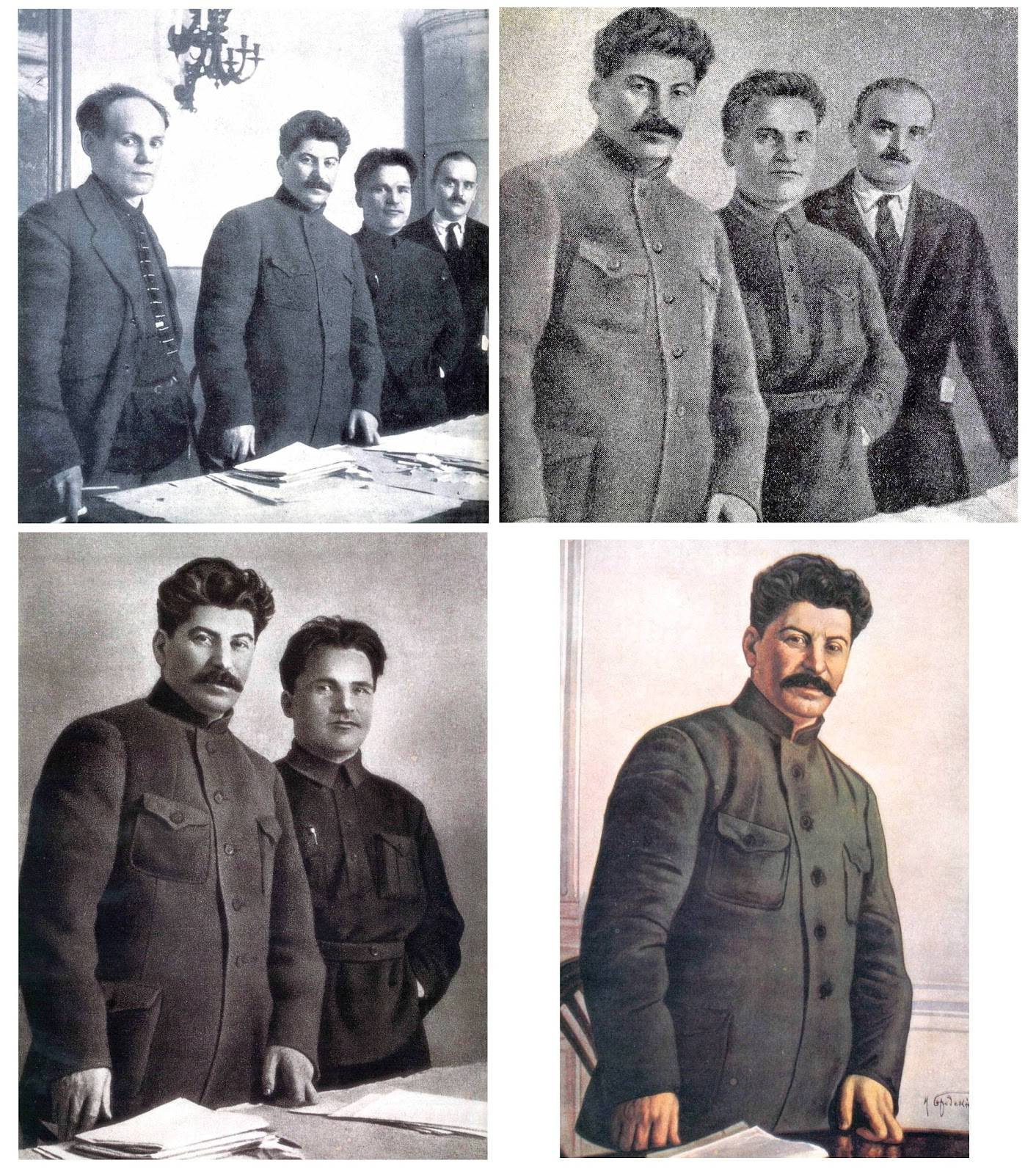
Z fotografie se průběžně ztráceli jednotliví lidé tak, jak je Stalin nechal postupně likvidovat.

Cenzura v Sovětském Svazu byla všudypřítomná a důsledně uplatňovaná.
Cenzura byla prováděna ve dvou hlavních směrech:
- Státní tajemství byla zpracována Generálním ředitelstvím pro ochranu státního tajemství v tisku (také známý jako Glavlit), který měl na starosti prověření všech publikací a vysílání za účelem odhalení vyzrazení státního tajemství
- Cenzura, v souladu s oficiální ideologií a politikou komunistické strany, byla prováděna za účasti několika organizací:[2]
  - Goskomizdat[pozn. 1] cenzuroval všechny tiskoviny: noviny, časopisy, plakáty, beletrii, poezii, atd.
  - Goskino[pozn. 2] prověřoval kinematografii (filmy)
  - Gosteleradio[pozn. 3] dohlížel na rádiové a televizní vysílání.

## Cenzura tiskovin
Sovětská vláda prováděla masové ničení předrevolučních a cizích knih anebo časopisů z knihoven. Staré a „politicky nekorektní“ publikace byly potom k dispozici pouze ve „zvláštním oddělení“ (specchran), které bylo přístupné pouze se speciálním povolením přidělovaným KGB (sovětská tajná služba).
Běžnou praxí knihoven v Sovětském svazu bylo omezovat přístup k výtiskům časopisů a novin starším než tři roky.
Sovětské knihy a časopisy také mizely z knihoven podle toho, jak se měnila sovětská interpretace historie. Mnozí sovětští občané raději zničili politicky nekorektní publikace a fotografie, aby se vyhnuli pronásledování.
Rezoluce přijatá na konferenci bolševické strany v dubnu 1917, v níž Lenin kritizoval Stalina pro „naprostou theoretickou negramotnost a praktickou bezpáteřnost“ a za to, že „povzbuzoval řadu anarchistických výtržností, skončivších neorganizovanými vraždami a loupežemi (Kronštadt), čímž se práce strany ocitla v nebezpečném sousedství se zločineckými živly“, se objevila pouze v prvním vydání Sebraných spisů Vladimíra Iljiče Lenina.
Po zatčení Beriji v roce 1953 všichni, kdo odebírali Velkou sovětskou encyklopedii, obdrželi stránku, aby mohli přelepit článek o Berijovi rozšířeným textem o irském filosofovi Berkeleym.[zdroj?]

## Zahraniční literatura
Překlady zahraničních publikací byly často kráceny o „nevyhovující“ pasáže, případně byly doplněny rozsáhlými opravnými poznámkami pod čarou. Například v ruském překladu publikace Basila Liddella Harta History of the Second World War (Dějiny druhé světové války) z roku 1970, byly pasáže, které popisují například sovětské zacházení se sousedními státy (které byly po válce okupovány/anektovány), podíl západních spojenců na vojenských úspěších Sovětského svazu (např. Lend-Lease), chyby a selhání Stalina a sovětských generálů, kritika Sovětského svazu a další, buď zcela vynechány nebo výrazně cenzurovány.